# جي. هنري تيت
جي. هنري تيت هو شخصية أعمال وسياسي أمريكي، ولد في 5 مارس 1830، وتوفي في 18 أبريل 1918. نشط حزبياً في الحزب الجمهوري. وقد انتخب عضو جمعية ولاية ويسكونسن ‏ وانتخب عضو مجلس ولاية ويسكونسن ‏.